# Copa de Austria de waterpolo masculino
La copa de Austria de waterpolo masculino es la segunda competición más importante de waterpolo masculino entre clubes austriacos.
Es un torneo eliminatorio.

## Historial
Estos son los ganadores de copa:
- 2010: WBC Tirol[1]